# Ростов Велики
Ростов (рус. Росто́в, стнорд. Rostofa) је један од најстаријих градова у Русији и важно туристичко средиште у тзв. Златном кругу. Налази се на обалама језера Нера у Јарославској области. Према попису становништва из 2010. у граду је живело 31.792 становника.
Иако је службено име града Ростов, како би га разликовали од Ростова на Дону, у Русији је познат као Ростов Велики (рус. Росто́в Вели́кий). Ростов Јарославски (рус. Росто́в-Яросла́вский) је службено име за његову жељезничку станицу, јер се налази у истоименој области, но сам град се ријетко када тако назива.

## Историја
Ростов се први пута спомиње 862. године као важно насеље. До 13. века постаје главни град једне од најпроминентнијих руских кнежевина. 1474. године је постао дијелом Московске кнежевине. Иако је изгубио независност, Ростов је и даље био важно црквено средиште. Већ од 988. године био је сједиште једне од првих руских епископија.
У 14. веку, ростовски епископи су постали архиепископи, а концем 16. века и митрополити. Митрополит Јона Сисојевич (око 1607—1690) је заслужан за градњу главне ростовске знаменитости — кремља. Град су разарали Монголи у 13. и 14. веку те Пољаци 1608. Седиште митрополије је из Ростова премјештено у Јарослав крајем 18. века.
Осим по богатој историји, Ростов је познат и по производњи стакленог емајла.

## Изглед
Средишњи трг у Ростову заузима велика катедрала Маријина Узнесења. Не зна се када је подигнута садашња зграда, али се претпоставља да је подигнута половином 16. века. Доњи дијелови катедралних зидова датирају из 12. века. Звоник је већим дијелом изграђен у 17. веку. Његова звона су међу највећима, а свако од њих има своје име. Највеће звоно по имену Сисој изливено 1688. године тежи 32 тоне.

## Становништво
Према прелиминарним подацима са пописа, у граду је 2010. живело 31.792 становника, 2349 (7,38%) мање него 2002.
| 1939.  | 1959.  | 1970.  | 1979.  | 1989.  | 2002.  | 2010.  |
| ------ | ------ | ------ | ------ | ------ | ------ | ------ |
| 29.808 | 29.230 | 30.815 | 31.538 | 35.707 | 34.141 | 31.792 |

## Партнерски градови
- Стивенс Појнт (Висконсин)
- Електростаљ